# Eduard von Rindfleisch

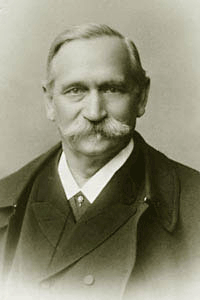
Eduard von Rindfleisch, ca. 1890

Georg Eduard von Rindfleisch (* 15. Dezember 1836 in Köthen (Anhalt); † 6. Dezember 1908 in Würzburg) war ein deutscher Anatom und Pathologe sowie Hochschullehrer. Er begründete 1888 den Neovitalismus.

## Herkunft
Seine Eltern waren der anhaltinische Regierungsrat Georg von Rindfleisch und dessen Ehefrau Bertha von Brunn (1813–1844), eine Tochter des anhaltinischen Leibarztes Wilhelm von Brunn (1779–1840).

## Leben
Rindfleisch studierte von 1856 bis 1860 an der Julius-Maximilians-Universität Würzburg, der Friedrich-Wilhelms-Universität zu Berlin und der Ruprecht-Karls-Universität Heidelberg Medizin. 1856 wurde er im Corps Saxo-Borussia Heidelberg recipiert. Mit einer Doktorarbeit bei Rudolf Virchow wurde er 1859 promoviert. Bis 1861 blieb er als Assistent bei Virchow. 1862 habilitierte er sich an der Königlichen Universität zu Breslau. Im selben Jahr wurde er als Dozent für Pathologische Anatomie an die Universität Zürich berufen. Seit 1864 a.o. Professor, wechselte er 1865 auf den Lehrstuhl für Pathologische Anatomie der Rheinischen Friedrich-Wilhelms-Universität Bonn. 1874 erhielt er den Ruf nach Würzburg. Als sechster Inhaber des Lehrstuhls für Pathologie ließ er das erste eigenständige Pathologische Institut der Universität Würzburg errichten. Im Jahr 1888 prägte er für die neue Richtung der vitalistischen Medizin die Bezeichnung „Neovitalismus“. Er wurde 1906 emeritiert. Zu seinen Assistenten am Pathologischen Institut in Würzburg gehörte Dietrich Gerhardt, der Sohn von Carl Gerhardt.
Er heiratete 1861 Helene Rostoski. Das Paar hatte zwei Söhne und eine Tochter.

## Schriften
- Experimental-Studien über die Histologie des Blutes. Wilhelm Engelmann, Leipzig 1863 (Google Books)
- Lehrbuch der pathologischen Gewebelehre. Wilhelm Engelmann, Leipzig 1867–1869 (Archive); Zweite Auflage, Leipzig 1871 (Archive); Dritte Auflage, Leipzig 1873 (Archive); Vierte Auflage, Leipzig 1875 (Archive); Fünfte Auflage, Leipzig 1878 (Archive)
- Die Elemente der Pathologie: ein natürlicher Grundriss der wissenschaftlichen Medicin. Wilhelm Engelmann, Leipzig 1883.
- Ärztliche Philosophie: Festrede zur Feier des 306. Stiftungstages der Königlichen Julius-Maximilians-Universität. Hertz, Würzburg 1888.